# Радкерсбург-Умгебунг
Радкерсбург-Умгебунг (нем. Radkersburg Umgebung) — коммуна (нем. Gemeinde) в Австрии, в федеральной земле Штирия. 
Входит в состав округа Радкерсбург.  Население составляет 1778 человек (на 31 декабря 2005 года). Занимает площадь 27,76 км². Официальный код  —  61514.

## Политическая ситуация
Бургомистр коммуны — Йозеф Пинтерич (АНП) по результатам выборов 2005 года.
Совет представителей коммуны (нем. Gemeinderat) состоит из 15 мест.
- АНП занимает 9 мест.
- СДПА занимает 4 места.
- АПС занимает 1 место.
- Зелёные занимают 1 место.